# Vaillantella maassi
Vaillantella maassi е вид лъчеперка от семейство Vaillantellidae. Видът не е застрашен от изчезване.

## Разпространение
Разпространен е в Индонезия (Калимантан и Суматра), Малайзия (Западна Малайзия) и Тайланд.